# 圣布里厄—蓬蒂维铁路
圣布里厄－蓬蒂维铁路（法語：Ligne de Saint-Brieuc à Pontivy）是法国布列塔尼半岛北部的一条铁路，起点为圣布里厄站，与巴黎－布雷斯特铁路相连；终点为蓬蒂维站，全长72.3公里。该铁路建于19世纪中期，在法国铁路系统中的编号为475000，已于2006年全线关闭。

## 历史
圣布里厄－蓬蒂维铁路修建计划于1861年被提出，由西部铁路公司负责建设，1872年全线建成通车。1909年被国有铁路公司收购，1938年起成为法国国营铁路公司的一部分。1987年，该铁路关闭客运服务,2006年，该铁路全线关闭。

## 路线
圣布里厄－蓬蒂维铁路由圣布里厄站向西南方向引出，向南进入布列塔尼半岛内部，到达卢代阿克附近转向西南，最终到达蓬蒂维。

## 车站列表
| 圣布里厄－蓬蒂维铁路车站列表                                                        |         | |              |                    |
| 车站                                                                                | 公里数* | 交汇路线 | 本线停靠车种 | 可换乘交通         |
| Saint-Brieuc 圣布里厄站                                                             | 474.570 | 圣布里厄－勒莱盖铁路（勒莱盖方向）↖ 巴黎－布雷斯特铁路（巴黎/雷恩方向）↑ 巴黎－布雷斯特铁路（布雷斯特方向）↙ | TGV BREIZHGO | TUB                |
| Plœuc - L'Hermitage 普洛厄克-莱尔米塔日站                                           | 502.523 | |              |                    |
| Uzel 于泽勒站                                                                       | 509.824 | |              |                    |
| La Motte 拉莫特站                                                                   | 517.776 | |              |                    |
| Loudéac 卢代阿克站                                                                  | 523.646 | |              |                    |
| Hémonstoir - Saint-Gonnery 埃蒙斯图瓦-圣戈讷里站                                    | 531.231 | |              |                    |
| Pontivy 蓬蒂维站                                                                    | 546.976 | 欧赖－蓬蒂维铁路（欧赖方向）↓                                                                                |              | 蓬蒂维城市公共交通 |
| *注：零公里起点为巴黎蒙帕纳斯站；划线车站为已关闭车站；灰色部分表示其所在线路已关闭 |         | |              |                    |